# Myoictis melas
Myoictis melas — вид хижих сумчастих ссавців з родини кволових (Dasyuridae). Етимологія: грец. μέλας —«чорний». Цей вид відомий з розрізнених місць по всій північній і західній частині острова Нова Гвінея а також з островів Салаваті, Вайґео, Япен (Індонезія).

## Опис
Діапазон проживання за висотою: 0 —1800 м над рівнем моря. Живе в первинних низинних та низькогірських лісах.

## Загрози та охорона
Немає серйозних загроз для цього виду, хоча на нього, можливо, полюють пси і коти. Вид зустрічається на кількох охоронних територіях.